# Rzeczpospolita

Primera Rzeczpospolita

Segona Rzeczpospolita

Tercera Rzeczpospolita

El mot Rzeczpospolita (IPA [ʐɛt͡ʂpɔsˈpɔlʲita]) ( ? i  escolteu-ne la pronunciació en polonès) és un nom tradicional per a Polònia i l'estat polonès, usat en aquest nom oficial (Rzeczpospolita Polska). Aquesta és derivada de les paraules poloneses rzecz (cosa) i Pospolita (comuna), literalment "una cosa comuna", i aquest és un calc de la frase Res publica del llatí.